# Maciej Sadowski
Maciej Sadowski (ur. 13 kwietnia 1948 w Wejherowie) – polski artysta grafik, pomysłodawca i twórca nowego rodzaju książek biograficznych – fotobiografii. W swoim dorobku ma ponad 3000 projektów okładek.

## Biogram
W 1990 roku założył pracownię graficzną MONO specjalizującą się w projektowaniu książek. Z polskimi wydawnictwami współpracuje jako projektant i autor. W dorobku, oprócz projektów okładek, ma opracowania typograficzne i fotograficzne. Jest autorem znaków graficznych. Jako pierwszy otrzymał nagrodę Gazety Wyborczej PUNKT, przyznawaną przez innych grafików. Dwukrotnie nominowany do Nagrody Ikar (1996 i 2012), przyznawanej przez Polskie Towarzystwo Wydawców Książek.
W cyklu albumów poświęconych wielkim postaciom polskiej historii, kultury i nauki był autorem koncepcji i opracowania graficznego m.in. takich prac jak: „Maria Skłodowska-Curie. Fotobiografia” (2011), „Janusz Korczak. Fotobiografia” (2012, nagroda Warszawskiej Premiery Literackiej), „Ryszard Kapuściński. Fotobiografia” (2013),„Jan Karski. Fotobiografia” (2013, wstęp Adam Daniel Rotfeld, posłowie Maciej Wierzyński), „Witold Pilecki. Fotobiografia” (2015, wstęp Timothy Snyder), „Alina Margolis-Edelman. Fotobiografia” (2017, wstęp Agnieszka Holland). Jest twórcą monografii albumowych w nowatorski sposób przedstawiających malarstwo europejskie, m.in.: „Kwiaty baroku” (2018, wstęp Barbara Werner), „Dobre i złe. Księga czarownic” (2020, wstęp Zbigniew Mikołejko).

## W kulturze
Jego prace zyskały uznanie w środowisku artystycznym. Fotobiografia Korczaka została doceniona przez "Janusz Korczak Association of Canada". Egzemplarz fotobiografii Korczaka Rzecznik Praw Dziecka Marek Michalak wręczył audiencji prywatnej papieżowi Franciszkowi I. Fotobiografia Karskiego trafiła do polskich placówek dyplomatycznych. Album "Kwiaty Baroku" wziął udział w Konkursie "Książki Edytorsko Doskonałej EDYCJA" w trakcie Międzynarodowych Targów Książki w Krakowie.

## Publikacje
- „Maria Skłodowska-Curie. Fotobiografia” (2011)[6];
- „Janusz Korczak. Fotobiografia” (2012, nagroda Warszawskiej Premiery Literackiej)[7][8][9][10][11];
- „Ryszard Kapuściński. Fotobiografia” (2013)[12][13][14][15];
- „Jan Karski. Fotobiografia” (2013, wstęp Adam Daniel Rotfeld, posłowie Maciej Wierzyński)[16][17][18][19];
- „Witold Pilecki. Fotobiografia” (2015, wstęp Timothy Snyder)[20][21][22];
- „Alina Margolis-Edelman. Fotobiografia” (2017, wstęp Agnieszka Holland)[23];
- „Kwiaty baroku” (2018, wstęp Barbara Werner)[24][25].